# Winston megye (Alabama)
Winston megye az Amerikai Egyesült Államokban, azon belül Alabama államban található. Az Alabama északnyugati részén található Winston megye egy hegyvidéki megye, amely a polgárháború alatt támogatta az uniónizmust , és megpróbálta Winston Szabad Államának nyilvánítani magát . Frank M. Johnson Jr. (1918-1999), úttörő alabamai bíró, akinek döntései számos mérföldkőnek számító ítéletben hozzájárultak a szegregáció megszüntetéséhez, Haleyville -ben született . Pat Buttram színész és Gustav Hasford író is Winston megyében született. Winston megyét egy választott négytagú megyei bizottság irányítja, és hat bejegyzett közösséget foglal magában. Megyeszékhelye Double Springs, legnagyobb városa Haleyville. Lakosainak száma 23 540 fő (2020. április 1.). Winston megye Lawrence, Cullman, Walker, Marion és Franklin megyékkel határos.

## Története
Winston megyét az alabamai közgyűlés hozta létre 1850. február 12-én a Walker megye északi részétől elfoglalt területekből . A megye eredetileg Hancock megye néven volt ismert, John Hancock ról, Massachusetts kormányzójáról és a Függetlenségi Nyilatkozat híres aláírójáról nevezték el. 1858-ban a megye nevét Winston megyére változtatták John A. Winston (1812-1871), Alabama állam első kormányzója tiszteletére, aki az államban született. 1877-ben Winston megye keleti részét kivágták, hogy létrehozzák Cullman megyét . A legkorábbi telepesek Tennessee-ből, a Carolinából, Georgiából és Virginiából érkeztek Winston megyébe. Az első városok közé tartozott Houston (ma Lynn néven ismert ), Addison , Double Springs és Haleyville.
Winston megye a polgárháború alatt szerzett hírnevet, mert a megye lakói nem akartak csatlakozni a Konföderációhoz. A megyében nem voltak nagy ültetvények , és gyakorlatilag nem volt rabszolgamunka . A háború alatt a megye számos razziát szenvedett el a konföderációs katonáktól, akik Winston lakóit a déli ügy árulóinak tartották. Winston megye vezetői a Double Springs-i Looney's Tavernben találkoztak, ahol megkísérelték kikiáltani a független Winston Köztársaságot, és terveket készítettek a Konföderációból való kiválásra. Bár az elszakadás soha nem következett be, Winston megyét továbbra is Winston szabad államaként emlegetik .
Houston volt az első megyeszékhely, bár keveset tudunk az ottani bírósági épület(ek)ről. 1883-ban a megyeszékhelyet a központibb helyen fekvő Double Springsbe helyezték át. Az első fából készült bírósági épület 1891-ben leégett. A jelenlegi kőbírósági épület fő része nem sokkal ezután, 1894-ben készült el. A bíróság épületét azóta számos bővítés végezte, amely továbbra is Winston megye lakóinak szolgálatában áll.

## Népesség
A 2020-as népszámlálási becslések szerint Winston megye lakossága 23 712 volt. A válaszadók 95,6 százaléka fehérnek, 3,1 százaléka spanyolajkúnak, 1,8 százaléka két vagy több etnikumúnak, 0,8 százaléka afroamerikainak, 0,4 százaléka ázsiainak, 0,3 százaléka amerikai indiánnak és 0,1 százaléka hawaiinak és a csendes-óceáni szigeteken őslakosnak vallotta magát. Winston megye legnagyobb városa Haleyville, lakossága 4139 fő. Double Springs megyeszékhely lakosságának becsült száma 1477 volt. További jelentős lakossági központok a Natural Bridge , Lynn és Addison. A háztartások medián jövedelme 40 991 dollár volt, szemben az állam egészére vonatkozó 52 035 dollárral, az egy főre jutó jövedelem pedig 23 269 dollár volt, szemben az állam egészének 28 934 dollárjával.
A megye népességének változása:
| Lakosok száma | 24 411 | 24 310 | 24 153 | 24 146 | 23 877 | 23 540 |
|               | 2010   | 2011   | 2012   | 2013   | 2015   | 2020   |

## Gazdaság
Mint Alabama nagy részének, a 20. század elejéig Winston megyében is a mezőgazdaság volt az uralkodó foglalkozás. Bár Winston megyében nem voltak nagy ültetvények, kis önellátó gazdálkodás folyt az egész megyében. A sornövényeket és a gyapottermesztést végül felváltották a szarvasmarha- és csirketermelés . A tizenkilencedik század végére és a huszadik század elejére kis gyárak jöttek létre, amelyek a helyi fatermeléshez kötődnek. Az X ipari folyosó köré összpontosuló Winston megye gazdasága továbbra is a faiparra összpontosít .

## Foglalkoztatás
A 2020-as népszámlálási becslések szerint Winston megyében a munkaerő a következő ipari kategóriák között oszlik meg:
- Feldolgozóipar (20,7 százalék)
- Oktatási szolgáltatások, valamint egészségügyi és szociális segélyek (17,1 százalék)
- Kiskereskedelem (15,5 százalék)
- Szállítás és raktározás, valamint közművek (12,0 százalék)
- Építőipar (9,0 százalék)
- Egyéb szolgáltatások, kivéve a közigazgatást (4,7 százalék)
- Művészetek, szórakoztatás, rekreáció, valamint szállás- és étkezési szolgáltatások (4,5 százalék)
- Pénzügy és biztosítás, valamint ingatlan, bérbeadás és lízing (4,1 százalék)
- Közigazgatás (4,0 százalék)
- Szakmai, tudományos, gazdálkodási, valamint adminisztratív és hulladékgazdálkodási szolgáltatások (3,2 százalék)
- Nagykereskedelem (2,3 százalék)
- Információ (1,5 százalék)
- Mezőgazdaság, erdőgazdálkodás, halászat és vadászat , valamint kitermelő (1,4 százalék)

## Oktatás
A Winston megyei állami iskolarendszer 11 általános és középiskolát felügyel. A Haleyville Public Schools három általános és középiskolát felügyel.

## Földrajz
A 614 négyzetmérföldes Winston megye az Appalache-hegység lábánál, Alabama északnyugati részén található. A Cumberland-fennsík fiziográfiai szakaszának része , és domborzata az alacsony, örökzöldekkel borított domboktól a látványos szurdokokig, sziklaöblökig és keményfás erdőkig változik. Winston megye nagy része a Warrior Coal Fielden található , és a megye talaja fennsík és tengerparti talaj keveréke. Winston megye északon Franklin és Lawrence megyével, keleten Cullman megyével, délen Walker megyével és nyugaton Marion megyével határos .
A Black Warrior folyó és mellékfolyói Winston megyében folynak. Mind a Mulberry Fork, mind a Sipsey Fork mellékfolyói átfolynak a megyén. Bár a Mulberry Fork fajdiverzitása viszonylag alacsony az állam más vízrendszereihez képest, a Sipsey Fork közel 80 halfajnak ad otthont, és Alabama egyetlen nemzeti vadon élő és festői folyórendszere . Winston megye nagy része a William B. Bankhead Nemzeti Erdő része , amely festői kilátást és szabadtéri kikapcsolódási lehetőségeket kínál.
Winston megye fő közlekedési útvonala a US Highway 278, amely kelet-nyugati irányban halad át a megye közepén. A megyének két repülőtere van : a Double Springs-Winston County repülőtér és a Posey Field, Kinlock Springben.

## Események és látnivalók
Számos kikapcsolódási lehetőség kínálkozik a Winston megyébe látogatók számára. A kiváló alabamai politikusról elnevezett William B. Bankhead Nemzeti Erdő számos szabadtéri tevékenységet kínál, amelyekben részt vehet. A látogatók túrázhatnak, horgászhatnak, csónakázhatnak vagy táborozhatnak az erdőben, valamint piknikezhetnek a négy rekreációs terület valamelyikén. Az erdő határain belül található a Sipsey Wilderness, Alabama első nemzeti vadon területe. Az "Ezer vízesés földjeként" ismert, 25 000 hektáros vadon parkban túrázásra, lovaglásra, csónakázásra, horgászatra, úszásra és kenuzásra nyílik lehetőség . Egy másik népszerű szabadtéri látványosság Winston megyében a Natural Bridge Park . A több ezer éves Természetes híd egy dupla fesztávolságú, 60 láb magas, homokkő geológiai elem, és úgy tartják, hogy ez a leghosszabb természetes híd a Sziklás-hegységtől keletre. Számos természeti ösvény és piknikezőhely veszi körül a hidat, és nyitva állnak a nyilvánosság számára.
Minden júniusban Haleyville városa ad otthont az éves 911 fesztiválnak. A fesztivál azt a területet ünnepli, ahol az első 911-es hívás történt. Az éves ünnepségen ételeket, zenét, túrákat és játékokat, valamint grillezést, valamint művészeti és kézműves bemutatót tartanak. Szintén érdekes a Winston megye látogatói számára a Free State Lady, egy reprodukáló folyami hajó, amely városnéző kirándulásoknak ad otthont a közeli Smith-tóban . Végül, a Northwest Alabama Arts Council tagjaként Winston megye szponzorálja és rendszeres időközönként házigazdája a Jerry Brown Művészeti Fesztivált, amelyet a Heritage Art címzettje és a híres népi fazekas, Jerry Brown (1942-2016) tiszteletére neveztek el. A tanács egy önkéntes szervezet, amelyet azért hoztak létre, hogy elősegítse a helyi művészek feltárását és munkájukat egy négy megyéből álló területen Alabama északnyugati részén.